# Jean-Christophe Grangé
Jean-Christophe Grangé (Boulogne-Billancourt, 15 de julho de 1961) é um escritor, jornalista e roteirista francês. Seu livro Les Rivières pourpres tornou-se um best-seller internacional e depois virou filme.

## Biografia
Ele ganhou vasta experiência como correspondente, repórter internacional, roteirista e finalmente, escritor.
Na a Universidade de Sorbonne, onde estudou antropologia e filologia, após a formatura conseguiu um emprego em uma pequena agência de publicidade como redator. E em 1989, quando Grangé tinha 28 anos, ficou famoso como correspondente internacional, colaborando com revistas como Paris Match, National Geographic e The Sunday Times. Recebeu pelo seu trabalho como jornalista em 1991 - o Prêmio Reuters, e em 1992 - o Prêmio Mundial da Imprensa.
Granger Jean-Christophe foi casado três vezes. Ele tem quatro filhos: Matilda, Louis, Keito e Izi. A primeira esposa do escritor foi a jornalista Virginia Luke, então se casou com Priscilla Telmon, esse casamento durou pouco, e então casou com a atriz e modelo Lika Minamoto.
Jean-Christophe também é conhecido como roteirista e produtor. Sua lista também inclui trabalhos nas séries Le Vol des cigognes (ou Flight of the Storks wiki-en) e Le Passager.

## Obras
- Le Vol des cigognes (1994) no Brasil, O Vôo das Cegonhas (Record, 2002), em Portugal, O Voo das Cegonhas (Edições ASA, 2000)
- Les Rivières pourpres (1998) no Brasil, Rios Vermelhos (Record, 2000), em Portugal, Rios de Púrpura (Edições ASA, 2005)
- Le Concile de pierre (2000) no Brasil, O Concílio de Pedra (Record, 2003), em Portugal, O Concílio de Pedra (Edições ASA, 2007)
- L'Empire des loups (2003), em Portugal, O Império dos Lobos (Edições ASA, 2005)
- La Ligne noire (2004), em Portugal, A Linha Negra (Edições ASA, 2007)
- Le Serment des limbes (2007)
- Miserere (2008) Miserere: Assassinato Em Quatro Atos (Record, 2012)
- La Forêt des Mânes (2009), em Portugal, A Floresta dos Espíritos (Edições ASA, 2010)
- Le Passager (2011)
- Kaïken (2012)
- Lontano (2015)
- Congo requiem (2016)
- La Terre des morts (2018)
- La Dernière Chasse (2019)
- Le Jour des cendres (2020)
- Les Promises (2021)

## Filmografia

### Baseados em sua obra original
- 2000 : Les Rivières pourpres
- 2004 : Les Rivières pourpres 2 : Les Anges de l'apocalypse
- 2005 : L'Empire des loups
- 2006 : Le Concile de pierre
- 2013 : Le Vol des cigognes (telefilme em 2 partes)
- 2012 : La Marque des anges (adaptação do 'Miserere)
- 2015 : Le Passager  (série de tv)

### Como roteirista
- 1996 : La Sanction
- 1996 : La Señora
- 1996 : Sur la terre comme au ciel
- 1998 : Duncan
- 2000 : Vidocq
- 2006 : Le Crépuscule des Dieux
- 2011 : Switch
- 2018 : Les Rivières pourpres

### Como consultor de roteiro
- 1999 : Six-Pack